# Shout (canción de Tears for Fears)
«Shout» es una canción del grupo de pop rock británico Tears for Fears. La escribieron Roland Orzabal e Ian Stanley, cantada por Orzabal (con Curt Smith en el coro). Es el octavo sencillo del grupo (el segundo de su LP Songs from the Big Chair) dual de la banda de sesiones (el segundo sacado de su segundo LP Songs from the Big Chair). En los UK Top 40, alcanzó al #4 en enero de 1985. En Estados Unidos, alcanzó el #1 en el Billboard Hot 100 el 3 de agosto de 1985 y permaneció allí durante tres semanas. Se convertiría en una de las canciones más exitosas de 1985, hasta llegar a la lista de los diez primeros en 25 países.[cita requerida]

## Video musical
El clip promocional de "Shout", filmado a finales de 1984, fue el segundo clip de Tears for Fears, dirigido por el famoso productor musical Nigel Dick. Muestra a Roland Orzabal y Curt Smith en el Durdle Door en Dorset, Inglaterra. También muestra a toda la banda (incluyendo Ian Stanley y Manny Elias) en un estudio interpretando la canción en medio de una multitud de familiares y amigos. El vídeo tan solo les costo £14 000 producirlo. Junto con "Everybody Wants To Rule The World", "Shout" le dio una mano al grupo para ayudar a darse a conocer en los Estados Unidos, debido a ser uno de primeros videos en mostrarse en MTV Video Music. Irónicamente, la banda en un momento consideró hacer un segundo video y lanzarlo como sencillo en América, como la original no fue considerada en el ambiente de MTV.
- Datos: Q950244